# Nikolaus Heinrich von Pirch
Nikolaus Heinrich von Pirch  auch Klaus Heinrich von Pirch (* 22. August 1736 in Klein Nossin; † 16. November 1808 in Bütow) war ein preußischer Generalmajor, Flügeladjutant Friedrichs des Großen und Kommandant von Graudenz.

## Leben

### Herkunft
Nikolaus Heinrich entstammte dem alten pommerschen Adelsgeschlecht Pirch. Seine Eltern waren der polnisch-kursächsische Hauptmann sowie Erbherr auf Klein Nossin, Podel und Daber, Georg Ernst von Pirch (1695–1765) und dessen Ehefrau Dorothea Elisabeth Luise, geborene von Somnitz aus dem Hause Beversdorf (1701–1781). Er hatte zwölf Geschwister, darunter die beiden preußischen Generale George Lorenz von Pirch (1730–1797) und Franz Otto von Pirch (1733–1813) sowie den französischen Oberst Johann Ernst von Pirch (1744–1783).

### Werdegang
Gemeinsam mit seinen drei obengenannten Brüdern wurde Pirch bei seinem Onkel Dubislav Nikolaus von Pirch (1693–1768) in Dresden erzogen. Hiernach wurde er Page am sächsischen Hof und trat schließlich 1750 als Fahnenjunker in kursächsische Dienste.
Bereits im Folgejahr, 1751 dimittiert er und wurde Page (Flügeladjutant) bei König Friedrich dem Großen. Am 18. Februar 1754 trat er als Fähnrich in das Infanterieregiment Nr. 33 (Fouqué) der preußischen Armee ein. Im Siebenjährigen Krieg wurde er in der Schlacht bei Prag verwundet und avancierte dann, vier Tage später zum Sekondeleutnant. Er nahm weiterhin an der Schlacht bei Kolin, der Belagerung von Olmütz, sowie der Schlacht bei Liegnitz teil. Bei Torgau wurde schwer verwundet und von gegnerischen Dragonern noch auf dem Schlachtfeld ausgeplündert. 1762 wurde er vom Brigadier bei Nimschewski zu dessen General-Adjutanten bestimmt. 1763, erst nach dem Frieden von Hubertusburg wurde er zum Premierleutnant befördert.
Gemeinsam mit seinen Brüdern trug er 1765 einvernehmlich und ohne Gegenleistung das mit Schulden belastete väterliche Erbgut Klein Nossin dem ältesten unter ihnen, George Lorenz von Pirch, auf.
Im Jahre 1770 avancierte er zum Stabskapitän und erhielt als wirklicher Kapitän und Kompaniechef 1771 eine eigene Grenadierkompanie. Er nahm am Bayerischen Erbfolgekrieg, insbesondere an der „Affäre von Neustadt“ teil. 1785 erhielt er das Patent einschließlich quasi umgehender Beförderung zum Major.
Pirch wurde 1790 Kommandant der Festung Graudenz. Diese Stellung war mit einem Traktament von 1500 Talern honoriert. Seiner Bitte am Feldzug gegen Frankreich teilnehmen zu dürfen wurde nicht stattgegeben. Er stieg 1792 zum Oberstleutnant, 1795 zum Oberst und schließlich 1802 zum Generalmajor auf. Zu seinem 50. Dienstjubiläum im Jahre 1804 erhielt er eine Sonderzahlung i.H.v. 1000 Talern. Bei der Mobilmachung am 29. September 1806 ist Pirch mit Pension von noch einmal 1000 Talern, die 1807 kriegsbedingt auf halbe Pension gesetzt wurde, aus dem Dienst ausgeschieden.
Pirch stand als Page bzw. Flügel-Adjutant dem König sehr nahe. Dieser enge Kontakt blieb auch unter dessen Nachfolgern Friedrich Wilhelm II. und Friedrich Wilhelm III. erhalten. Dies geht u. a. aus zahlreichen Briefwechseln hervor.

### Familie
Pirch vermählte sich 1790 mit seiner Nichte Karoline Ernestine von Pirch aus dem Hause Poganitz (1764–1837), einer Tochter des letzten Pirchschen Besitzers von Poganitz, sowie Erbherrn auf Groß Gluschen und Schochow und seiner Schwester Barbara Maria von Pirch (1743–1817). Aus der Ehe sind in Graudenz drei Söhne geboren, die jedoch sämtlich ledig blieben.
1. Johann Karl Georg Ernst Heinrich Lorenz von Pirch (1791–1813), blieb als Premierleutnant im 1. Schlesischen Infanterieregiment (Nr. 10) vor Groß Görschen
2. Otto Wilhelm Eduard von Pirch (* 1795), sein Patenonkel war König Friedrich Wilhelm II.
3. Gobrecht von Pirch (* 1797)

Seine Witwe, Karoline Ernestine, vermählte sich 1809 mit dem preußischen Hauptmann und Erbherrn auf Polczen, Adam von Pirch (1778–1857).